# ماچیان
ماچیان روستایی از توابع بخش کلاچای شهرستان رودسر در استان گیلان ایران است.

## جمعیت
این روستا در دهستان ماچیان قرار دارد و براساس سرشماری مرکز آمار ایران در سال ۱۳۸۵، جمعیت آن ۶۰۳ نفر (۱۹۰خانوار) بوده‌است.
رودخانه پلرود در نزدیکی ماچیان جریان دارد و شاخه‌های متعدد آن از داخل روستا می‌گذرد. برنج محصول اصلی کشاورزی مردم منطقه است و مرکبات هم از دیگر فعالیت‌های کشاورزی مردم روستاست. زبان مردم ماچیان گیلکی و لهجه ماچیانی است.